# Próculo Gegânio Macerino
Próculo Gegânio Macerino (em latim: Proculus Geganius Macerinus) foi um político da gente Gegânia nos primeiros anos da República Romana eleito cônsul em 440 a.C. com Lúcio Menênio Agripa Lanato. 

## Consulado
Durante seu mandato, Roma sofreu uma terrível fome e foram inúteis as tentativas do prefeito anonário Lúcio Minúcio de conseguir cereais dos povos vizinhos. Neste contexto, um rico cavaleiro romano, Espúrio Mélio, que não exercia nenhuma função oficial, doou milho à população, ganhando grande popularidade.